# La Nouvelle de la classe
Pour plus de détails, voir Fiche technique et Distribution.
La Nouvelle de la classe (転校生, Tenkōsei) est un film japonais réalisé par Nobuhiko Ōbayashi et sorti en 1982.

## Synopsis
Après avoir vécu à Kobe, Kazumi revient dans la ville d'Onomichi. Lors de sa présentation à sa nouvelle classe au lycée, elle reconnait parmi les élèves Kazuo, un ami d'enfance. Sur le chemin du retour du lycée, Kazumi et Kazuo font une chute dans un escalier. Lorsqu'ils se relèvent au bas des marches, ils constatent avec saisissement qu'ils ont échangé de corps. Les voilà tous deux contraints d'aller vivre dans la famille de l'autre et de s'habituer à ce nouveau corps en espérant un retour à la normale qui ne semble pas vouloir se dessiner.

## Fiche technique
- Titre : La Nouvelle de la classe[1]
- Titre français alternatif : Adieu à moi[2]
- Titre original : 転校生 (Tenkōsei?)
- Titres anglais : Exchange Students ; I Are You, You Am Me[3]
- Réalisation : Nobuhiko Ōbayashi
- Scénario : Wataru Kemmotsu (ja), d'après le roman Ore ga aitsu de aitsu ga ore de (おれがあいつであいつがおれで?)[4] de Hisashi Yamanaka (ja)
- Photographie : Yoshitaka Sakamoto (ja)
- Producteurs : Shirō Sasaki (en), Michio Morioka, Kyōko Ōbayashi et Shōsuke Taga
- Sociétés de production : Art Theatre Guild et NTV
- Société de distribution : Shōchiku
- Pays d'origine :  Japon
- Langue originale : japonais
- Format : couleur / noir et blanc - 1,85:1 - 35 mm - son mono
- Genres : Film fantastique ; comédie ; romance
- Durée : 112 minutes[5]
- Date de sortie :
  - Japon : 17 avril 1982[5]

## Distribution
- Toshinori Omi (en) : Kazuo Saitō
- Satomi Kobayashi : Kazumi Saitō
- Makoto Satō : Akio Saitō, le père de Kazuo
- Kirin Kiki : Naoko Saitō, la mère de Kazuo
- Joe Shishido : Kōzō Saitō, le père de Kazumi
- Wakaba Irie : Chie Saitō, la mère de Kazumi
- Masuno Takahashi : Masuno Saitō, la grand-mère de Kazumi
- Munenori Iwamoto : Masaaki Kaneko
- Daisuke Ōyama : Kenji Sakui
- Etsuko Shihomi : Mitsuko Ono, une enseignante

## Récompenses
Sauf indication contraire, les informations mentionnées dans cette section peuvent être confirmées par la base de données cinématographiques IMDb,  présente dans la section « Liens externes ».
- 1982 : Hōchi Film Award de la meilleure nouvelle actrice pour Satomi Kobayashi[6]
- 1983 : prix de la révélation de l'année pour Toshinori Omi (en) et Satomi Kobayashi aux Japan Academy Prize[7]
- 1983 : prix du meilleur film, de la meilleure nouvelle actrice pour Satomi Kobayashi ainsi que du meilleur scénario pour Wataru Kemmotsu (ja) au festival du film de Yokohama[8]

## Autour du film
Nobuhiko Ōbayashi situe l'action de ce film dans sa ville natale d'Onomichi. Avec ce récit il propose une « exploration de la problématique de l'identité sexuelle sous forme de tendre récit d'apprentissage ».